# پس‌لرزه (فیلم ۱۹۹۰)
پس‌لرزه (انگلیسی: Aftershock (1990 film))  فیلم اکشن/علمی تخیلی تولید سال ۱۹۹۰ است که نویسنده آن مایکل استندینگ بود و کارگردانی آن را فرانک هریس برعهده داشت، بازیگران اصلی آن جیمز لو و مایکل استندینگ بودند.